# Al sur de la frontera, al oeste del sol
Al sur de la frontera, al oeste el sol (国境の南、太陽の西, Kokkyō no minami, taiyō no nishi) es una novela escrita por el escritor japonés Haruki Murakami publicada en el año 1992.
La historia es narrada por Hajime, "Principio" en japonés. Lo llamaron así por nacer la primera semana del primer mes del primer año de la segunda mitad del siglo XX. Era hijo único, y, su mejor amiga de la infancia, Shimamoto, también lo era. Con ella, Hajime encontró el consuelo que buscaba, compartían y hablaban de muchas cosas que los demás niños no entendían. Al terminar la escuela primaria los dos amigos pierden el contacto.
- Datos: Q466412